# Paul Kollmann
Paul Kollmann (* 10. März 1842 in Lübeck; † 9. Januar 1915 in Dresden) war ein deutscher Statistiker und ab 1872 Vorstand des Statistischen Bureaus in Oldenburg (Oldb).

## Leben
Kollmann war der Sohn des Lübecker Amtsrichters Johannes Kollmann (1804–1878) und der Charlotte Amalie Luise Mathilde geb. von Borries (1819–1883). Er besuchte von 1847 bis 1859 das Katharineum und war anschließend bis 1864 beim Stadt-Postamt in Lübeck angestellt. Ab 1865 studierte er in Jena Nationalökonomie und Statistik und promovierte 1867. Danach unternahm er eine einjährige Reise durch Frankreich und Belgien und arbeitete währenddessen zeitweise im Statistischen Bureau in Brüssel. Nach seiner Rückkehr nach Deutschland war er vom Frühjahr 1869 bis zum Frühjahr 1871 als Sekretär beim Statistischen Bureau der Thüringischen Staaten in Jena angestellt. Anschließend wechselte er zum Statistischen Bureau der Steuerdeputation in Hamburg, von wo aus er sich um die freigewordene Stelle des Vorstandes des Statistischen Bureaus in Oldenburg bewarb. Die Stelle konnte ab dem 1. Oktober 1872 antreten. Sein Vorgänger in diesem Amt war Karl Becker. Kollmann war in dieser Funktion dreißig Jahre lang tätig, zuletzt als Großherzoglich Oldenburgischer Regierungsrat.
Kollmann verfasste zahlreiche statistische Schriften über das Großherzogtum Oldenburg, darunter statistische Beschreibungen der wirtschaftlichen Entwicklung Oldenburgs aus den Jahren 1878 und 1893, die als seine wichtigsten Veröffentlichungen gelten. Von 1872 bis 1905 gab er die Statistischen Nachrichten über das Großherzogtum Oldenburg heraus. An der Gründung der Bodencredit-Anstalt in Oldenburg 1893 war er mit einem Gutachten beteiligt. Für seine Arbeiten verlieh ihm die Wirtschaftswissenschaftliche Fakultät der Universität Tübingen 1898 die Ehrendoktorwürde. Am 1. April 1903 trat er in den Ruhestand und zog später nach Dresden. Dort verfasste er mehrere Untersuchungen zur Bedeutung der Statistik und zu verschiedenen Lebensbereichen in Sachsen.
Kollmann war verheiratet mit Magdalena Julie Auguste geb. von Döring.

## Veröffentlichungen (Auswahl)
- Armenwesen und Armengesetzgebung in den europäischen Staaten, Berlin. 1870.
- Die Vertheilung des Bodens und Viehbestandes im Herzogthum Oldenburg, Oldenburg. 1874.
- Das Herzogthum Oldenburg in seiner wirthschaftlichen Entwicklung während der letzten fünf und zwanzig Jahre, Oldenburg. 1878.
- Die Kommunalbelastung im Großherzogthum Oldenburg, Stuttgart. 1884
- Die Errichtung einer Landeskultur-Rentenbank im Herzogthum Oldenburg, Oldenburg. 1881.
- Das Herzogthum Oldenburg in seiner wirthschaftlichen Entwicklung während der letzten vierzig Jahre, Oldenburg . 1893.
- Statistische Beschreibung der Gemeinden des Herzogthums Oldenburg, Oldenburg. 1897.
- Statistische Beschreibung der Gemeinden des Fürstenthums Lübeck, Oldenburg. 1901.